# Panzer Dragoon
Panzer Dragoon (jap. パンツァー ドラグーン, Pantsā Doragūn) ist ein Rail-Shooter, der 1995 von der Firma Sega für den Sega Saturn veröffentlicht wurde. Das Spiel wurde von Team Andromeda entwickelt und war einer der ersten Shooter mit Echtzeit-3D-Grafik. Dabei war das Rail-Shooter-Prinzip mit fest vorgegebener Flugroute allerdings recht einfach gehalten. Die Entwicklungskosten von geschätzten 3 Millionen Dollar waren seinerzeit beachtlich und wurden u. a. in einen orchestralen Soundtrack und aufwändige CGI-Zwischensequenzen investiert. Eine Umsetzung für den PC folgte ein Jahr später.
2006 erschien für die PlayStation 2 eine Portierung des ersten Panzer Dragoon unter dem Label Sega Ages.
Ein Remake des ersten Teils erschien am 26. März 2020 für Nintendo Switch, am 26. September 2020 für Steam, am 28. September 2020 für die PlayStation 4 und am 11. Dezember 2020 für Xbox One.

## Saturn-Nachfolger
Ebenfalls ein Jahr später erschien der Nachfolgetitel Panzer Dragoon II für den Saturn, welcher einige grafische Verbesserungen und spielerische Innovationen mit sich brachte. So macht der Drache im Laufe des Spiels eine Transformation vom nicht flugfähigen Drachenwelpen zur schwer gepanzerten Riesenechse durch. Wie im Vorgänger kann man die Levels nicht selbst erforschen, da der Drache „den Weg kennt“. Jedoch gibt es dieses Mal Abzweigungen, die ein wenig mehr Freiheit ins Spielgeschehen bringen. Je nachdem, welche Abzweigung man wählt und wie gut man sich schlägt, entwickelt sich der Drache anders. Das Spiel bietet überdimensionale Endgegner, die neue „Berserk-Attacke“, die alle Ziele in der Umgebung trifft und die Büchse der Pandora. Letztere bekommt man nach Abschluss des Spiels und beinhaltet eine große Menge an zusätzlichen Inhalten und Einstellmöglichkeiten.

## Panzer Dragoon Mini (Game Gear)

Das Logo für PD Mini

Panzer Dragoon Mini (jap. パンツァードラグーン MINI) ist ein Game-Gear-Spiel, das in Japan am 22. November 1996 als Ableger der Panzer-Dragoon-Reihe von Sega veröffentlicht wurde.
Der Spieler steuert einen Drachen seiner Wahl, der ähnlich wie in Space Harrier über bunte Landschaften fliegt und dabei bewegliche Ziele abschießen und feindlichen Geschossen ausweichen muss. Am Ende jedes Levels bekommt der Spieler es mit einem besonders starken Bossgegner zu tun. Insgesamt werden fünf verschiedene Welten bereist, die auch über Eingabe eines Passworts zugänglich sind.
Das Spiel ist nie außerhalb Japans veröffentlicht worden.

## Panzer Dragoon Saga (Saturn-Rollenspiel)

Das Logo für PD Saga

Panzer Dragoon Saga (jap. AZEL -パンツァードラグーン RPG-) wurde ebenfalls von Team Andromeda entwickelt und erschien auf vier CD-ROMs 1998 für den Sega Saturn. Es ist die dritte Episode der Panzer-Dragoon-Reihe auf einer stationären Spielkonsole und als erstes Spiel dieser Serie kein Rail Shooter, sondern ein Computer-Rollenspiel. Mit einer weltweiten Gesamtauflage von knapp 100.000 Exemplaren zählt es heute zu den begehrtesten, da seltensten Sega-Saturn-Titeln. Es erschien als einer der letzten Titel für den Sega Saturn in Europa in einer Auflage von 5000 Exemplaren. Es wurde von der USK freigegeben ab 12 Jahren.

## Panzer Dragoon Orta (Xbox)
Panzer Dragoon Orta (2002) ist, nach Segas Rückzug aus dem Videospiel-Hardware-Markt, eine Exklusiventwicklung für die Microsoft-Konsole Xbox, deren Spielprinzip wieder an die Ursprünge der Serie anknüpft. Entwickelt wurde es von der Firma Smilebit.